# Сметанин, Павел Игнатьевич
Павел Игнатьевич Сметанин — советский государственный и политический деятель, председатель Рязанского областного исполнительного комитета.

## Биография
Родился в 1910 году в Тверской губернии. Член ВКП(б) с 1932 года.
С 1928 года — на общественной и политической работе. В 1928—1954 гг. — помощник мастера Вышневолоцкой текстильной фабрики, ткацкий мастер комбината «Красный Перекоп», в РККА, мастер, начальник цеха, директор фабрики «Красный Перекоп» в городе Ярославле, заместитель секретаря Ярославского областного комитета ВКП(б), 2-й секретарь Костромского областного комитета ВКП(б) (1947–1949), председатель Исполнительного комитета Рязанского областного Совета.
Избирался депутатом Верховного Совета СССР 3 созыва.